# オールラウンダー廻
『オールラウンダー廻』（オールラウンダーめぐる）は、遠藤浩輝による日本の漫画作品。『イブニング』（講談社）で2008年24号から2016年7号まで連載。

## 物語
打ち込めるものを探している高校生の高柳廻は、かつて空手を習っていた経験からなんとなく修斗を始める。半年ほど経ったある日、半ば強引に出場させられたアマチュアの大会で、幼馴染の山吹木喬と偶然に再会する。修斗にそれほど打ち込んでいなかった廻だが、喬の修斗に対するストイックな姿勢と厳しい言動に触発され、徐々に修斗に対して真面目に取り組んでいくようになる。

## 登場人物

### 「ファイターズ・ブリュー」
高柳 廻（たかやなぎ めぐる）
格闘技ジム「ファイターズ・ブリュー」所属のアマチュア修斗選手。身長171センチ、階級はライト級。高校2年で美術部に所属。小学生の時母親を亡くし、祖父母の家に預けられたが、痴呆症が進行し徘徊するようになった祖父の転落死を機に東京郊外に引っ越し、姉の環と祖母と一緒に暮らしている。修斗に対してさほど熱心なわけではなかったが、プロの指導員である古屋に強引にアマチュア修斗の試合に参加させられたのをきっかけに、負ける事の悔しさ、勝つ事の喜びを知り、真剣に取り組んでいくようになる。これといった得意技は持たないが、スタミナに優れ、一度仕掛けられた相手の技を、見よう見まねでコピーできる。打・投・極の転換の「際（キワ）」の戦いに強く、場面が転換すればするほど強さを発揮できる。
関東選手権では補欠出場ながら準決勝まで進出するが、加賀谷に敗れ3位に終わる。その後、「全日本で待つ」との喬の言葉を受け、関西選手権に出場。準決勝でレスリング・エリートの三ツ矢を判定で、決勝でベテランの室井をKOで倒し、見事優勝。全日本への出場を決める。
風呂上りには全裸で冷蔵庫の前に立つ男らしい一面も持つ。
黒髪短髪でやや童顔。
北村 勇大（きたむら ゆうだい）
「ファイターズ・ブリュー」のアマチュア選手。身長172cm、階級はライト級。柔道弐段。廻と同い年の高校生。中学生時代は柔道部員として柔道をやっていたが、強化指定選手だった兄が柔道部の練習相手を再起不能にしてしまい、それが原因で彼自身も嫌がらせを受けた末に先輩を殴って退部処分を受けた。プロ選手になる事を志望しており、当初は修斗選手としての意識が低い廻を見下していた。しかし、廻が真剣に練習に取り組み徐々に成長を見せ始めてからは実力を認め、良い練習仲間としている。だが、廻とのプライベートでの付き合いは一切ない。得意技は腕ひしぎ十字固め、払腰、右ストレート。我が強い性格。
腕を極められた時に脱出する際の悪い癖について指摘されるもなかなか直せず、それが原因で廻とのスパーリング中に右肘を負傷する。肘の怪我を押して出場した関東選手権では、1・2回戦を一本勝ちで勝ち進むも、準決勝で喬にKOされ敗北、3位に終わる。
関東選手権後、後輩の桃子に柔術を勧められるも拒否。「柔術の大会の無差別級で優勝したら考えてもいい」と無理難題をふっかけたが、桃子は決勝で敗れて準優勝となる。しかし、桃子の今までとは違う努力する姿勢に心を動かされたのか、条件は達成されなかったものの柔術クラスに通い始める。
全日本には出場できなかったものの、その後のアマ修斗関東オープントーナメントに出場し、決勝戦まで勝ち進んだ。決勝戦では三ツ矢と対戦し、判定負けを喫すもプロ昇格を決めている。
黒髪短髪に眼鏡。
神谷 真希（かみや まき）
「ファイターズ・ブリュー」所属の女子キックボクシング選手で、階級はフェザー級。廻の1歳年下の女子高生。身長180cmと大柄で、三白眼が特徴的。実家は工務店を営んでおり、両親と元ヤンキーの兄夫婦と姉親子の大家族。男勝りな性格で、しばしば廻をボコっている。小学生の頃からキックボクシングを始め、得意技は左ミドルキックと首相撲。総合格闘技を始めてからは、廻に教わったフックスイープや長い脚を活かした三角絞めも得意としている。
アマキックでは無敗だったが、階級の合う選手がおらず試合が組めないため、まりあの薦めで女子修斗への初参加を決め、薫と対戦。得意の打撃でペースを掴むも相手の気迫に押され敗北する。その後、自ジムの会長の画策により、綾子を相手にアマキックの試合を行い初の敗北を喫す。
自分では認めないが廻に岡惚れしており、他の女性と楽しそうに話す廻を見るとやきもちを焼いて尻に蹴りを入れる傾向がある。練習後のリカバリーが適当な廻に対し、タッパーにつめた果物を差し入れするなど甲斐甲斐しい一面も見せる。また、自身の弁当はもちろん家族の食事まで作るなど、女子力は意外に高い。栗羊羹が好物である。
茶髪のショートカット。脚と尻には自信があるが貧乳がコンプレックスで、巨乳の薫に苦手意識を感じている。
古屋 健一郎（ふるや けんいちろう）
「ファイターズ・ブリュー」のプロ修斗選手。ウェルター級クラスAのランカーで、環太平洋王座獲得も視野に入れている実力者。廻にアマチュア試合に参加するよう勧め、ジムに入会する前の廻を見学に誘った男。妻帯者。顎に無精ひげがある精悍な顔立ち。
廻達が出場した全日本の後、環太平洋王座に挑戦するもTKO負けを喫している。その後は子供ができた事もあってか、まりあらからは格闘技を辞めると思われていたが、本人はそれを否定し、格闘技は好きだから楽しみながら続けると語った。
渡辺 聡（わたなべ ただし）
「ファイターズ・ブリュー」のプロ修斗選手。ミドル級クラスBで活動。他のプロモーションの試合にも出場している。レスリングで培ったテイクダウン主体の塩漬けで判定勝ちが基本だったが、体力的な限界を感じ引退を考えていた。しかし、廻とともに柔術を学び、初の一本勝ちを飾った事で心境に変化が現れ、今しばらくプロを続ける事を決意した。無口で冷静、理論的なタイプで、選手の分析能力や戦術立案に優れている。試合中に相手の気持ちに応えるような打ち合いについて否定的な見解を示している。
廻の関西選手権に休日を潰してセコンドとして帯同し、的確なアドバイスで見事優勝に導いた。愛称は「ナベ（さん）」
田宮 兼政（たみや かずまさ）
「ファイターズ・ブリュー」所属のプロ格闘家。ブラジリアン柔術の茶帯の実力者で柔術クラスの指導員。女好きで女子選手をナンパする事もある。薫に惚れているため、廻と薫が仲良くしているのを良く思っておらず、その瞬間だけ真希と意気投合している。ブラジリアン柔術の試合では小笠原 清志に3戦3敗であったが、4戦目にしてついに勝利する。中・高校と弱小とはいえレスリング部に所属していた。
黒髪短髪でハンサム、さわやかな雰囲気。
浦沢 伸二（うらさわ しんじ）
「ファイターズ・ブリュー」のプロ修斗選手。バンタム級クラスBで活動。廻、勇大の良き理解者。プロ選手としていまひとつ活躍出来ていないのが悩み。スキンヘッドが特徴。愛称は「ウラ（さん）」
絹川 まりあ（きぬかわ まりあ）
「ファイターズ・ブリュー」ジム会長の姪で、レディース・クラスの指導員。身長168cm。かつてはオランダでの女子キックボクシングのチャンピオンで、MMAの試合経験もある。古谷らが試合前の調整に入る間、廻たちの打撃クラスの指導を勤める。口調は穏やかで雰囲気も柔和な女性だが、スパーで自分を追い詰めた廻に仕返しのために「お約束」な悪戯を仕掛ける大人げない一面もある。ジム内で唯一、真希が廻に惚れている事に気づいており、その事で真希をからかって楽しんでいる。
金髪のロングヘア。Dカップ。
愛川 桃子（あいかわ ももこ）
真希の高校の同級生であり、北村の中学時代の後輩。中学時代から柔道をやっており、高校の柔道部廃部を機に「ファイターズ・ブリュー」に入会した。小柄だが立技に関してはかなりのセンスを持っており、体験入会でのスパーリングでいきなりプロの田宮を投げ飛ばしてしまった程の実力。得意技は袖釣込腰と三角絞め。天才肌ゆえに地道な努力が嫌いで補強練習なども殆どサボるなどしており、スタミナや集中力が切れやすく「いいところまでは行くのに土壇場で負けてしまう」タイプ。しかし北村を柔術に誘うために出場した大会で気持ちに変化が現れたのか、粘り強く努力する姿勢を見せ始める。歳の離れた弟がいるせいか性的な意識が薄く、シャワールームで北村とお互い裸で鉢合わせしても驚かない上に男子トイレにも平気で入って行ける。無邪気で人懐こいが口下手気味で、口癖は「（片手を上げながら）おうっ」。愛称は「桃子（ちゃん）」「桃」。
黒髪のショートカットで童顔。

### 相手選手
山吹木 喬（やまぶき たかし）
小暮ジム所属のアマ修斗選手。階級はライト級。身長177cm。18歳。少年時代に廻が通っていた空手道場の道場主の孫で、廻の幼馴染。当時の姓は「瀬川」。自身も空手を学んでいた。事故に見せかけてヤクザに殺害された父の復讐のために強さを求めるようになる。修斗初試合で廻を圧倒し、叔父と対立するヤクザ数人を素手で叩きのめしたりするなどその実力は高く、アマチュア修斗界でも早い段階から強豪として名が知れ渡る事になる。右利きだがサウスポーで構え、得意技は左ハイキック、三日月蹴り、相手を一撃で行動不能にする変則アッパー。弱点はボディ。空手を主体にボクシングやムエタイを取り入れており、タックルのディフェンスにやや難があるが寝技のレベルも高く、アームドラッグからのバックへのスイープを得意とする。
中学生の時に児童養護施設にいた事があり、高校には通っておらず、現在はアパートで一人暮らしをしている。養護施設では料理を仕込まれ、自炊をこなす。左肩と右腰にヤマブキの刺青を入れている。
関東選手権では加賀谷の負傷棄権で不戦勝となった決勝を除き、オールKOで優勝を果たす。
小笠原 清志（おがさわら きよし）
アクセス・アカデミー所属の格闘家。 田宮と過去に同じジムにいた事のある選手。ブラジリアン柔術茶帯で、打撃は少し苦手としている。廻が初めて勝利した相手。柔術を始めるまで格闘技経験がなかったため、レスリングや柔道をベースとした得意技を持つ経験者に対して引け目を感じていた。しかし、それをバネにスパイラルガード等で下から攻める戦術を磨き上げる。柔術の試合では田宮に3戦3勝、アマ修斗の試合でも強豪として名を知られる実力者。着実にポイントを取って判定で勝つスタイルであったが、廻との試合をきっかけに自分に何かが足りない事を自覚。一本勝ちできるよう、努力を積み重ねていく。
延丘 薫（のべおか かおる）
総合格闘技道場真棟会所属の女子選手、真希の修斗での初めての対戦相手。22歳で本業はOL。身長161cm、59kg。兄弟と共に柔道の経験があり彼女自身は自称「落ちこぼれ」であるが寝技のスキルは高く、柔術も紫帯の実力。初めての修斗の試合で真希の打撃に苦しみながらも、得意の寝技に持ち込みチョークスリーパーで逆転の一本勝ちを収めた。メンタル面が強く、何度も強打を貰い一度はダウンを取られつつも立ち上がり前に出る根性に、田宮らも驚嘆する。かつては加賀谷と同門であったが、勝ちにこだわる余り周囲や対戦相手に毒を吐く加賀谷を良く思っておらず、ある事件を機に決裂する事になる。
黒髪のショートカットで、ソバカスと巨乳が特徴的。明るく元気で、面倒見の良い性格。
加賀谷 健（かがや たけし）
バーニッシュ所属のアマ修斗選手。階級はライト級。関東選手権での優勝候補。23歳。身長166センチ。柔道出身で、高校時代県3位の実績があり、打撃も強いオールラウンダー。大学中退で普段はバイトとジム通いを両立させながら幼馴染の農園を手伝っている。以前は薫と同じジム所属だったが、故意ではないとはいえスパーリング中に試合間近の女子選手に大怪我をさせてしまい、その事件がきっかけでジムを移る。周囲に悪態を付く癖があり、北村に対しても兄の問題で絡むなど攻撃的な一面を持つが、彼自身も元農家の父親との確執を背負っている。準決勝で廻と対戦し、壮絶な戦いの末に判定勝ちするが、額をカットし流血したためドクターストップで決勝を棄権。準優勝となる。
全日本では準決勝まで勝ち上がり、喬と対戦する。試合では喬が下がったところに右フックを合わせようとするも、拳を振りかぶった瞬間にジャブを効かされ、ガラ空きになったレバーに左ミドルを入れられて開始19秒でKO負けを喫す。
長嶺 綾子（ながみね あやこ）
OST・マーシャルアーツ所属の女子アマ修斗選手。170センチ、60kg、20歳。階級はフェザー級。関西の大学生。中・高校まではバレー部で、ポジションはウイングスパイカー。失恋のショックから自室にこもり大量のプリンを食べ続けて太ってしまったところを、大学の友人のチカに誘われてジムに通い始める。天性のハードパンチャーであり距離感に優れているが極度の上がり症の為、試合開始直後は体が硬く真価を発揮できない。女子アマチュア・キックボクシングの試合では、試合前から研究をしていた真希の得意技をことごとく封じ込め試合を優勢に進めたが、追い詰められた真希の故意の肘打ちによる攻撃を顔面に受けて反則勝ちとなった。
黒髪長髪で、落ち着いた雰囲気の女性。
ケイト・ランプリング
カナダ人留学生で、小笠原と同じアクセス・アカデミー所属の女子柔術選手。175cm、80kg。女性離れした大柄な体格とレスリング出身故の高い技術とフィジカルを誇り、プロも驚嘆させるほどの圧倒的強さを見せ付ける。得意技はタックル。柔術の関東オープンの女子アダルト白帯無差別級準決勝では30kg近い体格差の桃子を追い詰めたが、道着を使った攻防に勝る桃子に起死回生のラペラチョークを極められ一本負けを喫す。時折、小笠原とは師弟関係以上の親密さを見せる。
金髪長髪で、太く長い三つ編みが特徴。
佐久間 楓（さくま かえで）
総合格闘技道場真棟会所属の女子柔術選手。薫の後輩で薫のセコンドとしてよく登場する。高校の頃、柔道でインターハイに埼玉県代表として出場したもののトーナメント初戦敗退という過去を持つ。自分の積み上げた物には絶対的な自信を持つ努力家だが、それ故に才能に恵まれていても努力しない人間に厳しい目を向ける。得意技はケンカ四つからの内股。柔術の関東オープンの女子アダルト白帯無差別級決勝で桃子と対戦し「1回戦ならどうなったかわからない」と桃子の実力を認めながらも、それまでの試合で疲れきった桃子を相手に圧倒的な試合展開をし、弓矢締めで一本勝ちする。
黒髪のおかっぱで、眼鏡をかけている。また、本人曰く「微乳ではなく美乳」。
鳥越 栄一郎（とりごえ えいいちろう）
誠導会館所属のアマ修斗選手。ライト級。元暴力団の準構成員で、現在は更生して鳶職をやりながら格闘技の道を歩んでいる。生粋のストライカーで関西選手権の優勝候補であったが、2回戦で廻と対戦し、ネック・ロックを極められ敗北した。試合後は潔く敗北を認め、廻を激励した。
三ツ矢 敬二（みつや けいじ）
ナチュラル・7所属のアマ修斗選手。階級hqライト級。身長164cm。レスリングの天皇杯で2位、インカレのフリースタイルで4位になった事もある実力者で、元オリンピック強化選手だった元トップ・アスリート。素行不良で選手からハジかれて腐っていたところを、昔の先輩で現所属ジム会長でもある人物に拾われて修斗を始める。レスリング出身であるにも関わらず打撃戦を好み、一撃で相手を失神させるハードパンチャー。また、才能に加えて相当な努力で作り上げた強いフィジカルもあり、関西選手権を圧倒的な力で勝ち進む。準決勝での廻との対戦でも前半は圧倒的な試合展開を見せたが、同じくレスリング出身で現役のプロ修斗選手でもある渡辺のアドバイスを受けた廻に、後半で巻き返され判定負けを喫する。
アマ修斗関東オープントーナメントでは決勝戦で勇大と対戦し、判定勝ちを収めてプロ昇格を決めている。
試合会場で廻を見かけると突っつき回してイジる癖がある。また、女子選手にがっつくも、担ぎ上げた桃子に変則的な三角絞めを極められて落とされたり、薫に足払いで投げられたりとあしらわれるのが恒例である。
室井 健翔（むろい けんしょう）
OST・マーシャルアーツ所属のベテラン・アマ修斗選手。階級はライト級。36歳で妻子あり。元プロボクサーで、プロボクサー時代は粗暴で激しい気性の持ち主であった。再婚相手からの悪質なDV被害に遭う母親を助けたところ、相手に対して過剰な暴力を振るったと偽証され、冤罪で懲役の実刑判決を受ける。その際、プロボクサーのライセンスも剥奪されてしまう。出所後に修斗を始めたがなかなか芽が出ず、膝の故障と加齢による体力的限界から引退を考えるようになる。家族に誇れるものが欲しいと、プロを目指して出場した関西選手権では決勝で廻と対戦。元プロボクサーならではのボクシングテクニックと、ベテランならではの分析力で前半戦を有利に進めたが、後半で逆転されて敗北。プロになる事を諦め引退を決意し、新しい人生を模索し始める事になる。
梅沢 玄太（うめざわ げんた）
K・クラッグ・アカデミー所属のアマ修斗選手。階級はライト級。身長175cm、体重69kg、26歳。全日本アマチュア修斗選手権東北地区代表。グラップリング東北ツアーでは廻と対戦。震災で身内と家を失った上に勤め先も流され、日雇いとして働きながら格闘技を続けている。得意技は腹固めチョーク。
全日本では1回戦で得意の腹固めチョークで一本勝ちを収め、2回戦で喬と対戦する。喬との対戦では、打撃でペースを握られまいと常に前に出て先手をとる戦法をとるも、左ミドルを受けた際に肋骨を骨折し、その後得意の腹固めチョークに持ち込むも極めきれなかった。最後は自身の負傷でトーナメント戦では勝ち上がる事が難しい事を悟り、刺し違える覚悟で立ち向かうも、左ハイのフェイントからの掛け蹴りを効かされ、右のパンチでKO負けを喫する。
ジェシカ・ンコンゴリ
西アフリカからの留学生で、秋田県の大学の1年生。身長180cm、体重62kg。本国では元々陸上をやっていて、格闘技歴は半年。グラップリング東北ツアーで真希と対戦し、高い身体能力と予測困難な動きで真希を翻弄するも、最後はスタミナ切れで腕十字を極められて一本負け。試合後には真希を「強くてかわいい」と褒め、照れさせていた。
秦 祐樹（はた ゆうき）
P-イストラ札幌所属のアマ修斗選手。階級はライト級。身長176cm、体重70kg、24歳。全日本アマチュア修斗選手権北海道地区代表。全日本の1回戦の廻の対戦相手。元プロキックボクサーで、プロのリングでも10戦のキャリアを持つストライカー。打撃・スピード・テクニック全てにハイレベルな選手だが、相手のタックルを切って打撃で勝つスタイルであり、グラウンドの攻防は不得意としている。廻との対戦では首相撲でバランスを崩された所にスリーパーホールドを極められ一本負けを喫す。
増岡 京介（ますおか きょうすけ）
チーム筑後所属のアマ修斗選手。階級はライト級。身長163cm、体重70kg、30歳。全日本アマチュア修斗選手権福岡地区代表。アマ戦歴28戦の苦労人。全日本屈指の壊し屋と評される人物で、全日本の2回戦の廻の対戦相手。自他共に認める「足関バカ」。幼い頃から柔道をやっていたが、小柄な体格と才能の無さのため高校卒業まで結果を出せなかった。就職後に総合格闘技に転向してからもなかなか結果を出せずにいたが、ある時試合で苦し紛れで使ったヒールホールドで勝利して以来、足関を必殺技にしている。得意技は内ヒールホールドを始めとする足関節技。試合では幾重にも張り巡らせた罠で廻から一本を取ろうとしたが、ポイントで劣勢に立たされる。最後は大好きな足関と心中する覚悟でスライディングから足関を狙うも、タイミングを読まれて膝蹴りでTKO負け。
香取 舟（かとり しゅう）
真棟会駿河道場所属のアマ修斗選手。階級はライト級。身長180cm、体重72kg、24歳。全日本アマチュア修斗選手権東海地区代表。学生時代はレスリングを経験し、がぶりからバックに回り、スリーパーホールドを極める動きを得意としている。それに加え、リーチの長さを活かした打撃も武器にしているオールラウンダーである。グラップリングの試合では加賀谷からも一本勝ちを収めている。真希からは「華がある」と評された。
全日本では3回戦で廻と対戦。前半は圧倒的なリーチと圧力で全局面において上回るも、首相撲で隙間からアッパーを効かされてから形勢逆転される。試合終了間際に油断して廻に横三角絞めからアームロックに持ち込まれ、完全に極めさせる時間を与えずに試合時間終了でゴングに救われるも、僅差の判定負けを喫す。
高校生の頃は地元沼津で働きづめの母と8歳年上の従姉妹とで暮らしていた。高校卒業間際にして、東京へ上京するか地元に残るか決めかねていたが、母が過労で一時的に倒れた事や女性として好意を持っていた従姉妹の結婚を機に、地元に残りプロ総合格闘家を本気で志す事を決意する。
実在する総合格闘家の佐々木憂流迦がモデルである。
エリカ・バルボーザ・森田（エリカ・バルボーザ・もりた）
日系ブラジル人で、アクセス静岡所属の女子アマ修斗選手。階級はバンタム級。身長167cm、体重58kg。22歳。全日本の1回戦の真希の相手。天真爛漫な性格で、試合中も笑みを浮かべている。柔術紫帯で総合ではカポエイラを使い、独特のリズムと「変態的」で「キモい」トリッキーな動きで真希を翻弄するが、セコンドのまりあの罵倒により自分のペースを取り戻した真希に徹底的にボディを攻められて動きを止められた上にガードの下がった所にハイキックを受けてKO負けする。試合後、家庭の事情によりブラジルに帰国する予定。

### その他
赤尾（あかお）
OST・マーシャルアーツ所属のプロ修斗選手。クラスAに所属。「良く言えば天然、悪く言えば壊し屋」と評される人物で、プロ練のスパーリングでは手加減せずに相手に重傷を負わせる事もある。室井や織利部の膝を故障させた張本人。後輩の面倒も見ず評判は悪いが、実力はあるためジム内に取り巻きがいる。プロの新人王戦で渡辺と対戦経験があり、廻の関西選手権に同行した渡辺と出会った際には「ホンマお前の抑え込みきつかったわ」との感想を述べている。室井とは不仲だが、関西大会では試合中に弱気になった室井をたきつけて気力を奮い立たせる場面も見せた。
織利部 功平（おりべ こうへい）
OST・マーシャルアーツ所属のアマ修斗選手。階級はバンタム級。室井を慕っており、室井と自分の膝を故障させた赤尾に敵対心を抱いている。また、関西選手権出場のためにジムを訪れた廻に対し、「東京もんが関西の全日本出場枠を奪いに来た」と敵意を持ち、お約束の悪戯を仕掛けた。廻や室井と同じく出場した関西選手権では優勝を勝ち取った。チカの従兄弟。学校でいじめを受けていた過去を持つ。
チカ
OST・マーシャルアーツ所属のアマ修斗選手。功平の従兄弟。綾子を修斗に誘った人物で、若干口が軽い。
北村 歳大（きたむら さいだい）
勇大の兄。学生時代は柔道部で将来を期待されていたが、顧問不在時の練習で反りが合わなかった他部員に裏投げを仕掛けて脊髄損傷の重傷を負わせてしまい、それが原因で柔道から身を引く事になる。現在は運送会社で働いており、近々あずみと結婚する予定。
あずみ
近々、歳大と結婚し、勇大の義理の姉になる予定の女性。おっとりとした雰囲気で体つきも華奢だが、実は柔道弐段の腕前。柔道出身の桃子の試合を見てその狙いを察する等、柔道家としての気質は失われていない模様。
勝間（かつま）
首都圏でジムを経営している総合格闘家で、小野寺と共にグラップリング東北ツアーを企画した人物。小野寺、まりあとは昔馴染み。既婚者だが好色漢ぶりを隠そうとしない。廻のファーストキスを奪った男でもある。
小野寺（おのでら）
勝間と共にグラップリング東北ツアーを企画した総合格闘家。勝間、まりあとは昔馴染み。東北地方出身で震災で身内を失っており、震災後に地元に格闘技ジムを立ち上げた。
三隅・マサトシ・フィリオ（みすみ・マサトシ・フィリオ）
修斗ジムフィスト所属のアマ修斗選手。身長181cm、体重71kg。日系ブラジル人で、空手と柔術がバックボーン。全日本の一回戦で喬と対戦するも、変則アッパーを効かされてからの跳び膝蹴りでKO負け。
セイラ・関原・シウバ（セイラ・せきはら・シウバ）
全日本選手権において、エリカのセコンドを勤めた女子柔術選手。ブラジリアン柔術茶帯の腕前でムンジアル出場経験もあるが、試合中に見えた相手の腋毛が気になる等の変態的性癖の持ち主でアニメ等にも詳しいオタク体質。薫とは柔術の試合で何度か対戦している顔馴染みで、互いに「セイラ・セクハラ・シウバ」「『埼玉一のズゴック体型』改め『裸で割烹着を想像させたら関東No.1のお母さん体型』」と罵り合っている。パンチラ柄の扇子を持ち歩き、「バカ」「キモ（い）」を褒め言葉として使う独特の感性を持つ。
宇良杉 理久（うらすぎ りく）
元格闘家で現実業家。全日本の会場に幼馴染である薫の試合を見に来ていた。5年前に柔術デビューし、国内最短で茶帯に上り詰め、世界選手権でも優勝した。その後は総合格闘技に転向し、環太平洋の団体で連戦連勝を収め、王座獲得まで間近だったのにも関わらず突如引退している。知人である田宮からは「かつては「天才」の名をほしいままにした男」と語られる。薫には好意を向けているが本人からは相手にされていない。田宮からは名前を「うらすじいく」と呼ばれて、からかわれている。

### 廻の周囲の人間
高柳 環（たかやなぎ たまき）
廻の姉。大学生。格闘技に疎く、寝技を練習する廻をいかがわしい行為と勘違いしていた。風呂上りにはパンツ1枚で冷蔵庫の前に立つ事もある。
高校2年生の頃、所属していた陶芸部の顧問をやっていた教師の子供を妊娠し、中絶した経緯を持つ。大学生になった現在では毎日19時にどこにも寄り道せずに大学から直接帰ってきている。
廻の祖母
もともとは東北の出身であり、廻と環と共に生活している。まだ東北訛りの抜けない老女。
廻の祖父
痴呆症が進行しており、ある日行方不明となり1週間後に橋から転落死した。
高柳 利伸（たかやなぎ としのぶ）
廻の父親、廻の祖母の息子。欧州からの輸入代行業をやっており、1年の3分の2を海外で過ごす。英語、イタリア語、フランス語が堪能である。廻曰く嫌味な人物で、廻達家族との折り合いは悪い。
道夫（みちお）
廻の高校の同級生。あだ名はミッチー。美術部所属で美大志望。廻との仲は良く、受験勉強に付き合っていた。

### 喬の周囲の人間
山吹木 哲夫（やまぶき てつお）
暴力団「慶湧会」の組長で喬の叔父。息子がいるが出来が悪いらしく、喬に目をかけヤクザになる事を勧めている。冷徹な性格から喬に好かれていない。
瀬川 晃一（せがわ こういち）
喬の父親。若い頃から空手家を目指していたが、怪我で挫折してヤクザに成り下がった。組の金を持ち逃げした事から組に追われ、東京から派遣された山口に事故を装って殺害される。
山口 俊夫（やまぐち としお）
組の金を持ち逃げした制裁として喬の父親を殺害したヒットマン。その後幹部に登りつめるが、別件で逮捕され喬の復讐を待たず獄中で殺害される。
趙 相明（チョウ・サンミョン）
哲夫のボディガードで、元フェザー級のプロボクサー。現在でもボクシングは続けており、喬に頼まれコーチをしている。
美雪（みゆき）
喬と親しい女性。哲夫とも関係がある。
大木 ユウジ（おおき ユウジ）
喬のバイト先であるバーの従業員。困窮する家族のためにヤクザとして上り詰める夢を持ち、組に入れてもらうために児島を襲撃するが、あっという間に返り討ちにされ、喬に救出される。その後児島が射殺された後で、替え玉として警察に逮捕される。
児島 亨（こじま とおる）
「慶湧会」の兄筋にあたる暴力団に所属するヤクザ。ナイフ使い。覚醒剤と売春斡旋をシノギとし、クラブで働いていた女性に悲惨な暴行を振るうなど非道な振る舞いが過ぎたために組を破門、「慶湧会」から送り込まれた大木達3人を人質に取る。その後喬が金を持って交渉に現れたが、決裂したため仲間数人と共に喬を襲い、素手で叩きのめされた挙句、「慶湧会」に射殺された。

### 神谷家
神谷 晃希（かみや こうき）
神谷家長男で真希の兄。25歳。元ヤンキーで二児の父。自宅内を赤フンでうろつく非常識さを見せるが、一方で郁希の歪んだ発想が思春期の真希に悪影響を及ぼさないか危惧する常識的感覚も持ち合わせている。
神谷 郁希（かみや いつき）
神谷家長女で真希の姉。23歳。元ヤンキーで娘一人を抱えるシングルマザー。廻に惚れている事を認めたくない余りパニックに陥る真希に対して「とりあえずヤっちまえ」「それが神谷のやり方だ」「ナマは気持ちいいが後悔するからやめておけ」等とアドバイスし、コンドームを箱で差し出した。
神谷 耕治（かみや こうじ）
真希の父。51歳。神谷工務店の社長。
神谷 隆子（かみや たかこ）
真希の母。49歳。
神谷 唯（かみや ゆい）
晃希の妻、真希の兄嫁。24歳。
神谷 彩（かみや あや）
郁希の娘、真希の姪。3歳だが歳の割に無表情。寝ている真希の頭上に信楽焼の狸を落として起こそうとしたり、パニックに陥り騒ぐ真希の口に羊羹を詰め込んで黙らせたりと行動は過激。
神谷 栄一（かみや えいいち）
晃希と唯の息子、真希の甥。6歳。叔母にあたる真希を「マキねえ」と呼び、懐いている。
神谷 翔（かみや しょう）
晃希と唯の息子、真希の甥。1歳。
Dio（ディオ）
神谷家で飼われている犬。雄の4歳。

### F女高
大関（おおぜき）
真希、桃子の同級生。大柄でいかつい外見。
釜谷（かまや）
真希、桃子の同級生。通称カマヤツ。パーマ頭のウィッグにサングラス、スカーフを外したセーラー服にロングスカートと80年代のヤンキーのような出で立ち。真希とは高校入学以前からの仲。

## 書誌情報
- 遠藤浩輝 『オールラウンダー廻』 講談社〈イブニングKC〉、全19巻
  1. 2009年4月23日発売、ISBN 978-4-06-352264-8
  2. 2009年9月23日発売、ISBN 978-4-06-352281-5
  3. 2010年2月23日発売、ISBN 978-4-06-352301-0
  4. 2010年8月23日発売、ISBN 978-4-06-352325-6
  5. 2010年12月22日発売、ISBN 978-4-06-352339-3
  6. 2011年5月23日発売、ISBN 978-4-06-352363-8
  7. 2011年10月21日発売、ISBN 978-4-06-352375-1
  8. 2012年3月23日発売、ISBN 978-4-06-352409-3
  9. 2012年8月23日発売、ISBN 978-4-06-352432-1
  10. 2012年12月21日発売、ISBN 978-4-06-352441-3
  11. 2013年5月23日発売、ISBN 978-4-06-352462-8
  12. 2013年9月20日発売、ISBN 978-4-06-352482-6
  13. 2014年2月21日発売、ISBN 978-4-06-352498-7
  14. 2014年6月23日発売、ISBN 978-4-06-354522-7
  15. 2014年11月21日発売、ISBN 978-4-06-354545-6
  16. 2015年3月23日発売、ISBN 978-4-06-354560-9
  17. 2015年7月23日発売、ISBN 978-4-06-354582-1
  18. 2015年12月22日発売、ISBN 978-4-06-354597-5
  19. 2016年5月23日発売、ISBN 978-4-06-354621-7

## その他
- 大戦乱!!三国志バトル - gloopsがMobageで提供しているソーシャルゲームに2014年9月より期間限定で本作のキャラクターを元にした描き下ろしカードが登場した。